# 小行星10122
小行星10122（10122 Fröding）是一颗绕太阳运转的小行星，为主小行星带小行星。该小行星于1993年1月27日发现。

## 轨道参数
小行星10122的轨道半长轴为3.2217604 UA，离心率为0.169。